# ليال (اسم)
لَيال (جمع لَيْلَة) اسم علم مؤنث عربي. ظهرت في القرن العشرين كاسم أدبي رومانسي يستند إلى الثقافة العربية في القرون الوسطی.

## الشخصيات
- ليال عبود:‌  (15 مايو 1982) مغنية البوب، فنانة موسيقية ترفيهية، شاعرة غنائية، راقصة مسرح، عارضة ملائمة، وسيدة الأعمال لبنانية.
- ليال نجيب (؟ - 23 يوليو 2006) مصورة صحفية لجريدة الجرس وأول صحفية تٌقتل في أحداث الحرب الأهلية اللبنانية.